# Umberto Benigni

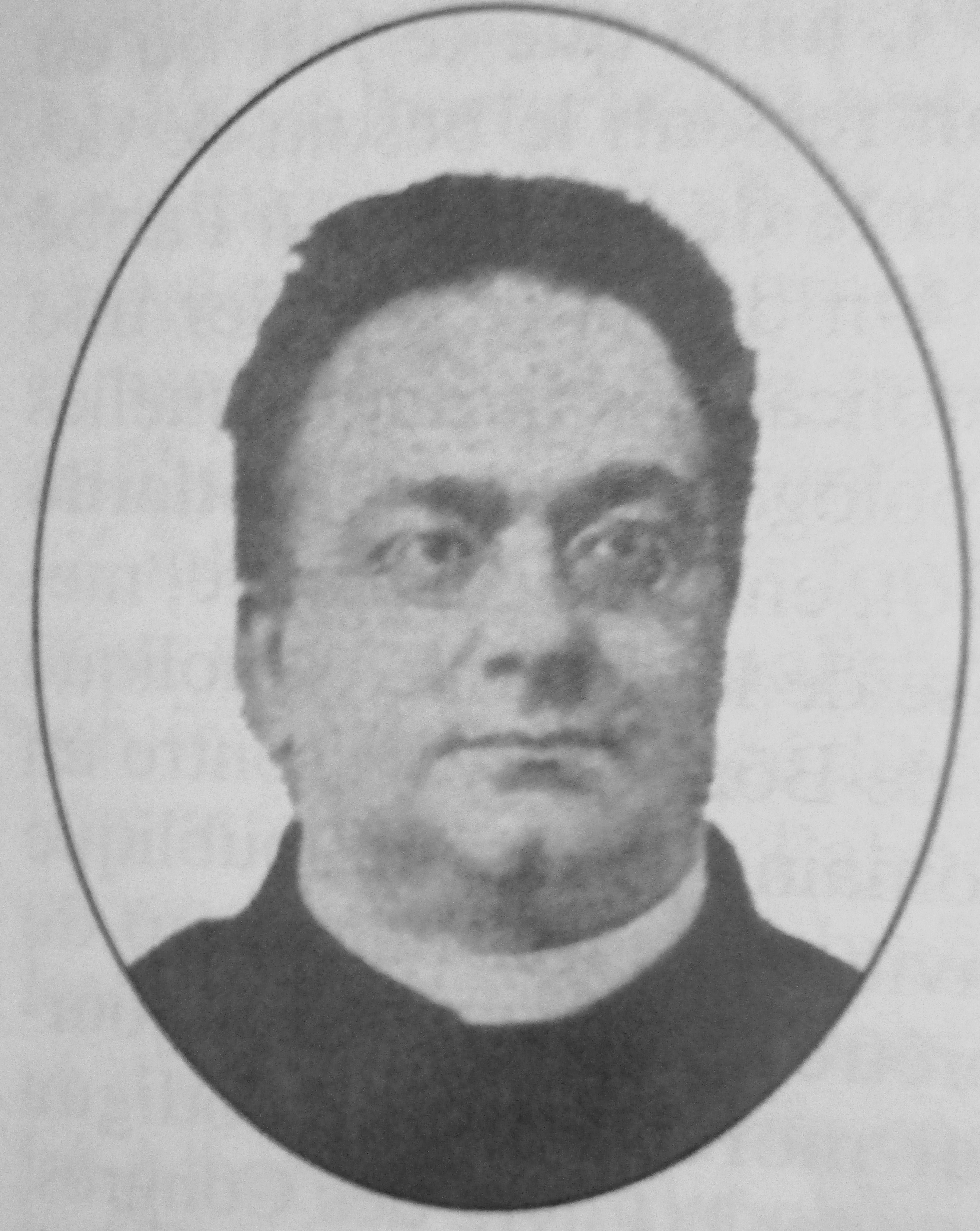
Umberto Benigni

Umberto Benigni (Perugia, 30 maart 1862 – Rome, 27 februari 1934) was een Italiaans geestelijke, kerkhistoricus en Curieprelaat, die hoogtijdagen beleefde onder het pontificaat van paus Pius X.
Benigni bezocht het seminarie in zijn geboortestad. Hij werd in 1884 priester gewijd. Meteen na zijn wijding werd hij hoogleraar kerkgeschiedenis aan het seminarie van Perugia. Daarnaast begon hij een journalistieke loopbaan. Hij werd in 1893 hoofdredacteur van L'Eco d'Italia. In 1895 vertrok hij - na een conflict met de aartsbisschop van Perugia - naar Rome, waar hij bij de Biblioteca Apostolica Vaticana een betrekking kreeg als onderzoeksassistent voor de kerkgeschiedenis. Vanaf 1900 was hij medewerker van La Voce della Verità, waarvan hij een jaar later hoofdredacteur werd. In hetzelfde jaar werd hij benoemd tot professor in de kerkgeschiedenis aan het Pauselijk Romeins Seminarie. In 1902 richtte hij het tijdschrift Miscellanea di storia ecclesiastica e studi ausiliari op. Hij schreef in diezelfde tijd een groot aantal studieboeken, waaronder een zevendelig werk over de geschiedenis van de Kerk. Vanaf 1902 werkte hij bij de Curie. Aanvankelijk als ondersecretaris van de Congregatie voor de Buitengewone Aangelegenheden van de Kerk. Na de verkiezing van paus Pius X, was hij samen met de kardinaal-staatssecretaris Rafael Merry del Val vormgever van het antimodernistische beleid van deze paus. Hij was de drijvende kracht achter de Sodalitium Pianum, de Piusbroederschap (genoemd naar paus Pius V), die zich ten doel stelde om overal modernisten te vervolgen. Benigni beschikte over een uitgebreid Europees netwerk van verklikkers die bereid waren om geloofsgenoten met modernistische sympathieën aan te brengen bij de broederschap. Deze activiteiten gingen zelfs kardinaal Merry del Val te ver, althans in die mate, dat hij canonieke erkenning van de broederschap wist te voorkomen.
Na de verkiezing van paus Benedictus XV was Benigni's rol in de Kerk uitgespeeld. De nieuwe paus hief in 1921 de Sodalitium op. Vanaf 1923 ontwikkelde Benigni een zekere sympathie voor het fascisme. In die tijd werd ook zijn antisemitisme steeds geprononceerder.

## Bron
- Umberto Benigni, lemma op Kirchenlexicon

- Bibliothèque nationale de France: cb12651015s (data)
- Gemeinsame Normdatei: 118658212
- International Standard Name Identifier: 0000 0001 0882 1151
- Library of Congress Control Number: n83204430
- Nationale Bibliotheek van Israël: 987007276388605171
- Nederlandse Thesaurus van Auteursnamen: 07026905X
- Istituto Centrale per il Catalogo Unico: IEIV039753
- SNAC: w6ht5h19
- Système universitaire de documentation: 027576027
- Virtual International Authority File: 27188137
- WorldCat: E39PBJyGV6xq6KWjqwyF4YxhpP